# Frédéric IV de Bade
Frédéric IV de Bade (allemand: Friedrich IV von Baden), décédé en 1353, fut co-margrave de Bade-Eberstein de 1348 à 1353.

## Famille
Frédéric IV de Bade appartient à la première branche de la Maison de Bade, elle-même issue de la maison de Zähringen. Il est le fils unique de Hermann IX de Bade, dont il fut le corégent à partir de 1348, et de Mathilde de Vaihingen. Il meurt avant son père en 1353.